# Аанепада
Аанепада — цар (лугаль) Ура. Його правління припадало приблизно на кінець XXVI — початок XXV століття до н. е.
Його ім'я відсутнє у «Царському списку», але згадується у пам'ятках того часу. Аанепада збудував у Тель-ель-Убейді храм богині-матері Нінхурсаг. Також він проводив будівельні роботи й у Ніппурському храмі.